# Kanadische Arktisexpedition 1913–1918
Die Kanadische Arktisexpedition 1913–1918 (englisch Canadian Arctic Expedition 1913–1918) war die erste bedeutende wissenschaftliche Expedition im Norden Kanadas, jenseits des Polarkreises.
Auf Grund der gewonnenen Erkenntnisse sowie der Auswirkungen dieser Forschungsreise wurde sie am 15. Mai 1925 durch die kanadische Regierung, auf Vorschlag des Historic Sites and Monuments Board of Canada, zu einem „nationalen historischen Ereignis“ erklärt.

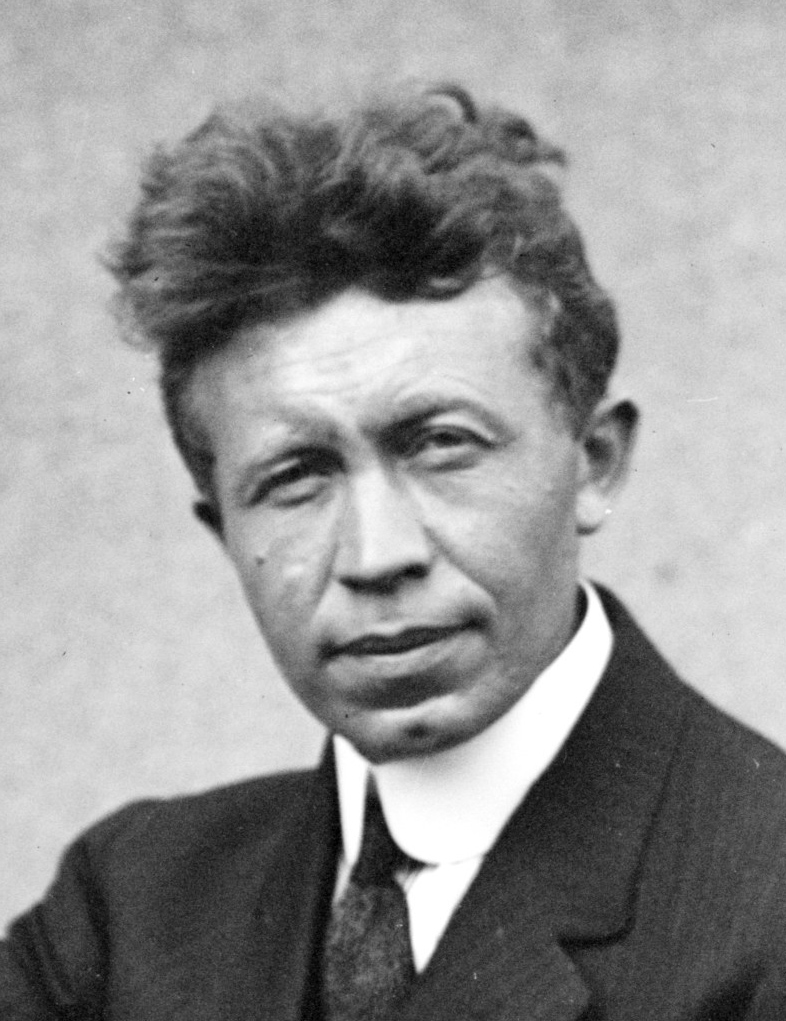
Vilhjalmur Stefansson

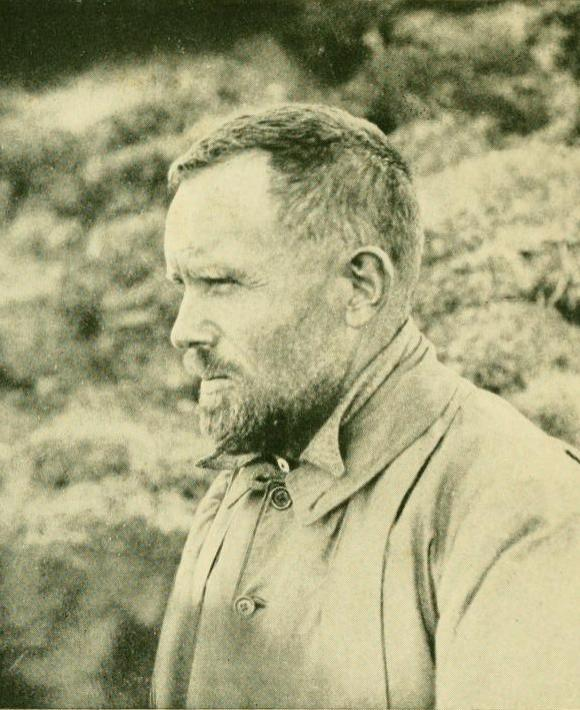
Rudolph Martin Anderson

Letzte Reise der Karluk: grün: Hinreise der Karluk; rot: Abdrift der Karluk; schwarz gepunktet: Marsch der Besatzung der Karluk; schwarz gestrichelt: Bartletts Marsch

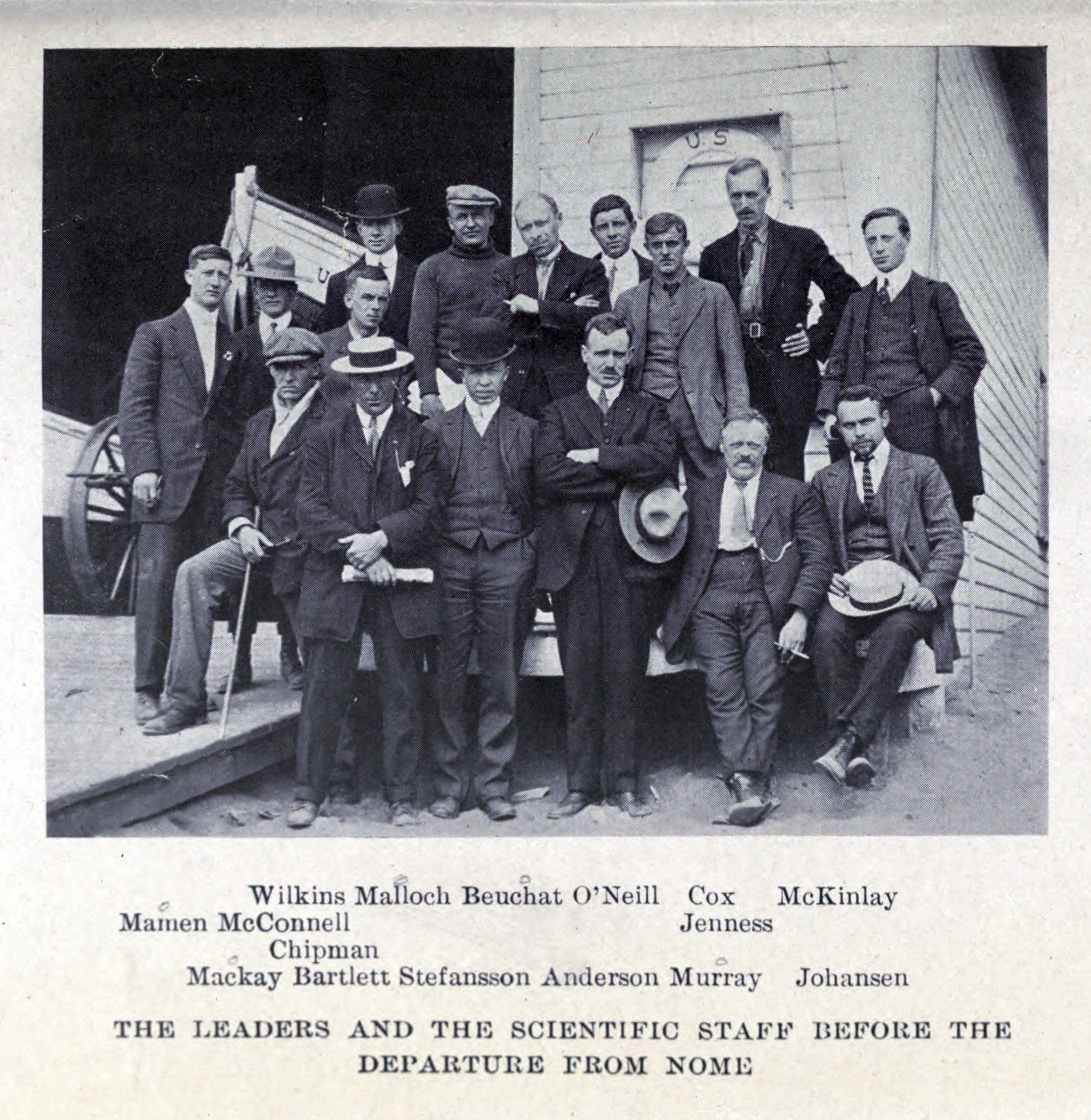
An der Expedition teilnehmende Wissenschaftler, mit Stefánsson and Bartlett. Malloch, Beuchat, McKinlay, Mamen, Mackay und Murray blieben bei Karluk; die anderen bildeten die Südliche Gruppe (vor ihrer Abreise aus Nome)

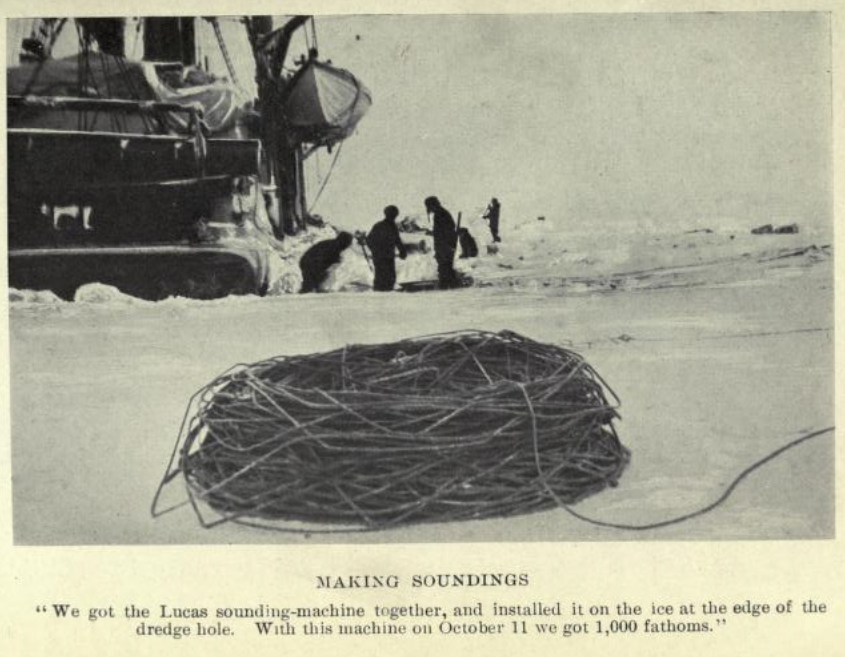
Tiefenmessungen im Eis im August 1913

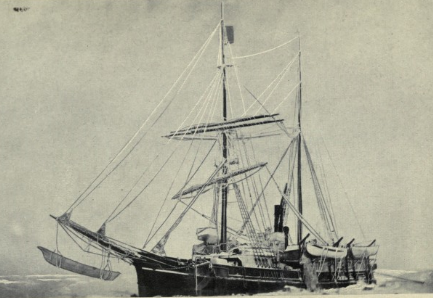
Foto des Expeditionsschiffs Karluk, das etwa 15 Meilen westlich von Manning Point, Alaska, im August 1913 im Eis festsitzt; ein Umiak hängt an Seilen unter dem Bugspriet.

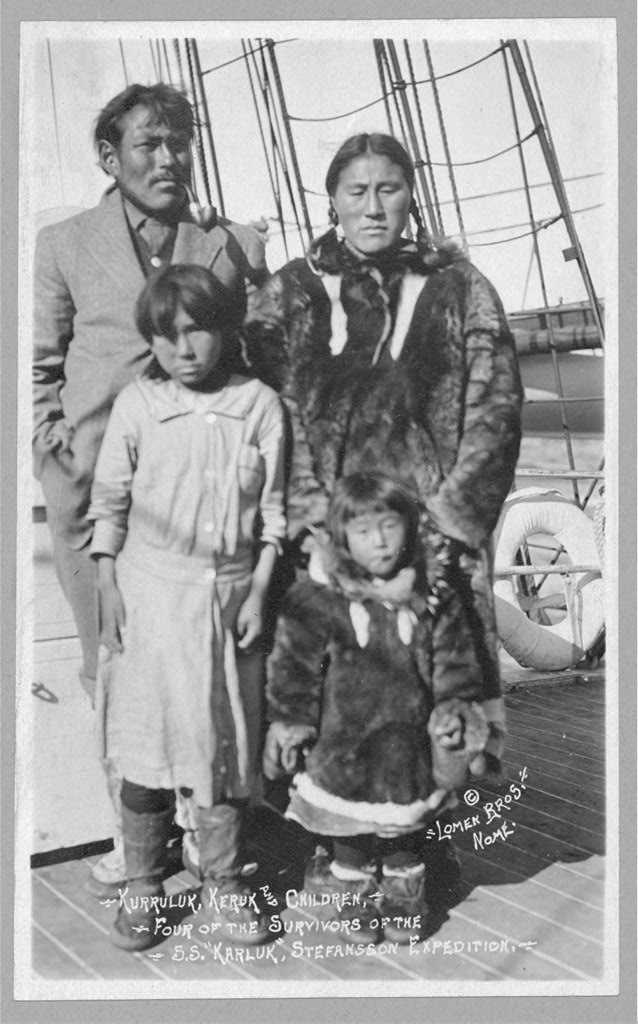
Kurruluk, Keruk und Kinder, vier Überlebende der S.S. "Karluk", Stefanssons Expedition

## Expedition
Die Arktis-Expedition wurde von Vilhjálmur Stefánsson (1879–1962) organisiert und geleitet. Die Expedition wurde ursprünglich von der (US) National Geographic Society und dem American Museum of Natural History gesponsert. Kanada übernahm die Finanzierung wegen der Möglichkeit der Entdeckung neuen Landes, und Stefansson – obwohl in Kanada geboren, jetzt aber ein US-Amerikaner – erhielt wieder seine kanadische Staatsbürgerschaft zurück.
Die Expedition wurde vom Geological Survey of Canada und dem Naval Service gemeinsam organisiert.
Die Expedition wurde in eine nördliche Gruppe (Northern Party) unter der Leitung von Stefansson und eine südliche Gruppe (Southern Party) unter der Leitung von Rudolph Martin Anderson (1876–1961) eingeteilt.
Die Expedition ist insbesondere für den Untergang ihres Hauptschiffes, der Brigantine Karluk, bekannt, und die nachfolgenden Strapazen, die die Überlebenden zu bewältigen hatten.
Die Karluk wurde im August/September 1913 in der Beaufortsee im Nordpolarmeer vor der Küste der North Slope von Alaska vom Packeis eingeschlossen, driftete weit nach Westen bis weniger als 300 Kilometer vor die Wrangel-Insel vor der Küste Sibiriens und ging unter.
Auf ihrer Reise mit dem Schiff und dem Hundeschlitten erlebten die Teilnehmer der Expedition unvorstellbare Härten, einschließlich des tragischen Verlustes von elf ihrer Mitglieder.
Die Teilnehmer der Expedition waren Fachleute in Anthropologie, Biologie und den Geowissenschaften und hatten gleich mehrere Aufträge: Die westliche Arktis und die angrenzenden Inseln sollten erkundet und kartographiert werden, ein weiterer war, über das Alltagsleben und den Lebensraum der angetroffenen Menschen zu berichten, ein dritter, die Anlage einer Sammlung zu Flora und Fauna und den geologischen Ressourcen der Region und ihre Dokumentierung.
Auf fast 4000 Fotografien und 9000 Fuß Filmmaterial („4000 photographs and 9000 feet of motion picture film“) wurden die Beobachtungen und Aktivitäten der Expedition festgehalten. Sie stellen eine wertvolles Bildmaterial der kanadischen westlichen Arktis und ihrer Inuit-Bewohner im frühen 20. Jahrhundert dar.
Während die Expedition wurden viele wissenschaftliche und geografische Entdeckungen gemacht. Jedoch starben von den rund 100 Expeditionsteilnehmern 17 während der Reise.

## Report of the Canadian Arctic Expedition
Der wissenschaftliche Report of the Canadian Arctic Expedition war angelegt auf sechzehn Bände, nicht alle wurden veröffentlicht. Die verschiedenen Teile der publizierten Bände erschienen in Ottawa bei F. A. Acland in den Jahren 1919–1946.
Die Bände 1, 6–7, 9 und 12 wurden vom Department of the Naval Service herausgegeben; Bände 2–5, 11, 13–16 wurden vom Department of Mines und dem Department of Marine and Fisheries herausgegeben. Vgl. Vorwort zu Band 3. Unveröffentlicht blieben: Bände 1–2; Band 6, Teil A; Band 7, Teil M; Band 8, Teil F; Band 9, Teile F, I, K, L; Band 10, Teile A, B, D.
Die ursprüngliche Anlage des Report war:
- Band 1. Narrative of the expedition / Expeditionsbericht
- Band 2. Mammals and birds / Säugetiere und Vögel
- Band 3. Insects / Insekten
- Band 4-5. Botany / Botanik
- Band 6. Fishes, tunicates, etc. / Fische, Manteltiere, usw.
- Band 7. Crustacea / Krebstiere
- Band 8. Mollusks, Echinoderms, Coelenternates, etc. / Weichtiere, Stachelhäuter, Hohltiere, usw.
- Band 9. Annelids, Parasitic worms, Protozoas, etc. / Gliederwürmer, parasitische Würmer, Protozoen, usw.
- Band 10. Tides, etc. / Gezeiten, usw.
- Band 11. Geology and geography / Geologie und Geographie
- Band 12. Copper Eskimos / Kupfer-Inuit Digitalisat
- Band 13. Eskimo folklore / Eskimo-Volksüberlieferungen – Digitalisat
- Band 14. Eskimo songs. Songs of the Copper Eskimos. / Eskimo-Lieder. Lieder der Kupfer-Inuit
- Band 15. Eskimo language and technology / Eskimosprache und -technologie
- Band 16. Archaeology / Archäologie bzw. Material culture of the Copper Eskimos / Materielle Kultur der Kupfer-Inuit[9]

In Band 13 (Eskimo folklore) berichtet Diamond Jenness (1886–1969) über die Mythen und Traditionen aus dem nördlichen Alaska, vom Mackenzie Delta und dem Coronation Gulf.
Helen H. Roberts (1888–1985)  und Diamond Jenness berichteten in Band 14 über die Lieder der Kupfer-Inuit (Copper Eskimo).

## Textbeispiel (Eskimo folklore)
D. Jenness, Band 13, 76 A: 60. The Wolf-people (Told by Ilatsiaq)

“A woman was travelling alone over the land, carrying a baby on her back. One day she came to a house. She went inside, and found only a woman with a wolf-skin stretched out alongside of her; all the men, she was told, had gone out hunting. After a time the hunters drew near, and this woman took her wolf-skin and went out to meet them. Her visitor, looking out, saw her change into a wolf, and wag her tail from side to side as she advanced to meet the hunters, who were also wolves. Presently they all changed to human beings again and entered the hut. They began to talk about their hunt, and the men said that they had not been successful, so they were going to hold a shamanistic performance to discover the reason. Now it happened that while the hunters were out the woman had fed her baby with some caribou leg-sinew to which the meat was still attached. This, the wolf-men said, was taboo and had prevented them from securing any game that day. However, the next day, they went out hunting again, and this time they were successful. They kept the woman with them to dry the meat that they brought home.”

„Eine Frau reiste allein durch das Land und trug ein Baby auf dem Rücken. Eines Tages kam sie zu einem Haus. Sie ging hinein und fand nur eine Frau mit einem Wolfsfell, die sich neben ihr ausstreckte; alle Männer, so sagte sie, wären auf die Jagd gegangen. Nach einer Zeit näherten sich die Jäger, und diese Frau nahm ihre Wolfshaut und ging hinaus, um sie zu treffen. Ihr Besuch schaute hinaus und sah sie sich in einen Wolf verwandeln und mit dem Schwanz hin- und herwedeln, als sie sich den Jägern näherte, die ebenfalls Wölfe waren. Bald verwandelten sie sich alle wieder zu Menschen und traten in die Hütte ein. Sie fingen an, über ihre Jagd zu sprechen, und die Männer sagten, dass sie nicht erfolgreich gewesen seien, also würden sie eine schamanistische Vorführung halten, um den Grund zu herauszufinden. Nun geschah es, dass, während die Jäger unterwegs waren, die Frau ihr Baby mit einer Karibu-Bein-Sehne gefüttert hatte, auf der noch Fleisch vorhanden war. Dies, so sagte der Wolfsmann, wäre tabu und hätte verhindert, dass sie an diesem Tag irgendein Wild erbeutet hätten. Am nächsten Tag jedoch gingen sie wieder auf die Jagd, und diesmal waren sie erfolgreich. Sie nahmen die Frau mit sich, um das Fleisch zu trocknen, das sie nach Hause brachten.“

Der französische Ethnologe Lucien Lévy-Bruhl merkt dazu an, dass diese sich in Wölfe verwandelnden Menschen und die sich in Menschen verwandelnden Wölfe, die wohl auch als Menschenwölfe oder Wolfsmenschen bezeichnet werden könnten, eines der bevorzugten Themen der Eskimo-Folklore seien. Zudem weist er auf die thematischen Parallelen zu anderen Gesellschaften hin.